# Cerco de Przemyśl
O Cerco de Przemyśl foi uma longa batalha travada na Frente Oriental durante a Primeira Guerra Mundial. Aconteceu na cidade de Przemyśl, que era protegida por uma cadeia de fortes, próximo ao rio San. O cerco começou em 16 de setembro de 1914, com as tropas austro-húngaras e russas se digladiando em um intenso combate. Os austríacos se renderam em 22 de março de 1915, após 133 dias de batalha. Foi uma importante vitória russa, mas os alemães reconquistaram a região ainda em 1915.